# Josip Kosor
Josip Kosor (Tribounj, kraj Drniša, danas Trbounje, 27. siječnja 1879. – Dubrovnik, 23. siječnja 1961.), hrvatski je dramatičar, novelist i romanopisac.

## Životopis
Kao četverogodišnjak se s obitelji seli u Otok kraj Vinkovaca,  a kasnije radi kao pisar u Privlaci, Vukovaru, Tuzli, Đakovu i Mostaru. S 23 godine stiže u Zagreb, radi u odvjetničkoj pisarnici, postaje članom Društva hrvatskih književnika i ubrzo se afirmira kao pisac. U prvomu razdoblju svoga stvaralaštva opisuje težak život dalmatinskih, bosanskih i slavonskih seljaka (romani Rasap, Radnici i Cupalo; zbirke pripovjedaka Optužba i Crni glasovi), zbog čega je prozvan hrvatskim Maksimom Gorkim. Od 1905. putuje Europom (Beč, München, Berlin, Pariz) i sklapa prijateljstva s mnogobrojnim hrvatskim (Ivan Meštrović, Vladimir Becić, Mirko Rački) i stranim umjetnicima (Hermann Bahr, Stefan Zweig, Stanisław Przybyszewski, Maksim Gorki, Konstantin Stanislavski i dr.). Upravo u Beču 1910. piše svoje ponajbolje djelo, dramu Požar strasti (objavljena 1912.), koja je naišla na dobar odjek i u inozemstvu. U međuratnom razdoblju putuje Švicarskom, Skandinavijom, Rusijom, Engleskom i Francuskom, a nakon Drugoga svjetskog rata seli se u Dubrovnik.

## Zanimljivosti
Zbog dobre recepcije njegovih djela u inozemstvu jedno je vrijeme slovio za kandidata za Nobelovu nagradu za književnost.
Josip Kosor je u rodbinskoj svezi s bivšom predsjednicom Vlade Republike Hrvatske Jadrankom Kosor (stric njezinog oca).

## Djela
- "Rasap", 1906.
- "Radnici", 1906.
- "Cupalo", 1907.
- "Požar strasti", 1912.
- "Mirne", 1916.
- "People of the Universe", 1917.
- "Razvrat", 1923.
- "Rotonda", 1925.
- "Miris zemlje i mora", 1925.
- "Pomirenje", 1926.
- "Atlantikom i Pacifikom", 1927.
- "White flames", 1929.
- U "Café du dôme": drama u dva čina, 1926.